# Desa Limusnunggal (administrativ by i Indonesien, lat -6,95, long 106,94)
Desa Limusnunggal är en administrativ by i Indonesien.   Den ligger i provinsen Jawa Barat, i den västra delen av landet, 80 km söder om huvudstaden Jakarta.